# Тёмная сеть интеллектуалов
Тёмная сеть интеллектуалов (англ. intellectual dark web, IDW) — условное название неформальной группы публичных деятелей, выступающих против доминирования политической корректности, политики идентичности и культуры отмены в западных СМИ, социальных сетях и системе образования.
Этот термин был придуман братьями Эриком Вайнштайном и Бретом Вайнштайном и приобрел известность после публикации статьи журналистки Бари Вайс в газете The New York Times. Он метафорически сравнивает оппозицию мейнстримной точке зрения в Западном мире с тем, что можно найти в «Тёмной сети» Интернета.

## Список
Бари Вайс причисляет к IDW следующих людей:
- Айанн Хирси Али
- Бен Шапиро
- Брет Вайнштайн[англ.]
- Дебра Со[англ.]
- Дейв Рубин[англ.]
- Джонатан Хайдт
- Джордан Питерсон
- Джо Роган
- Дуглас Мюррей
- Клэр Леманн[англ.]
- Кристина Хофф Соммерс
- Мааджид Наваз[англ.]
- Майкл Шермер
- Стивен Пинкер
- Сэм Харрис
- Хезер Хейинг[англ.]
- Эрик Вайнштайн[англ.]